# هیلر ایکس‌اچ-۴۴
هیلر ایکس‌اچ-۴۴ یک بالگرد آزمایشی آمریکایی بود که در سال ۱۹۴۴ به دست استنلی هیلر طراحی شد. تنها یک پیش‌نمونه آزمایشی از این بالگرد ساخته شد.

## مشخصات
داده‌ها از 
ویژگی‌های عمومی
- خدمه: ۱
- طول: ۱۳ فوت ۴ اینچ (۴٫۰۶ متر)
- وزن خالی: ۱٬۲۴۴ پوند (۵۶۴ کیلوگرم)
- پیشرانه:  عدد piston engine Franklin, ۶۵ اسب بخار (۴۸ کیلووات)   (original)
- پیشرانه:  عدد piston engine Lycoming, ۱۲۵ اسب بخار (۹۳ کیلووات)   (after modification)
- قطر روتور اصلی: ۲ عدد ۲۵ فوت (۷٫۶ متر)